# Ontogeneze řeči
Ontogenetický vývoj řeči (vývoj řeči, ontogeneze řeči) zahrnuje vývoj řeči jedince během jeho života. Znalost vývoje řeči u zdravých dětí je podstatná pro logopedickou praxi, která se zabývá rozvojem řeči u dětí s různými obtížemi v komunikačních schopnostech.
Vývoj lidské řeči je spontánní proces, ke kterému dochází v prvních letech života a který je zcela nezávislý na přání či vůli jedince. Jedná se o proces, který není samostatný, tedy je ovlivněn různými faktory, mezi které patří socializace, vývoj senzorického vnímání, motoriky či myšlení. Vývoj řeči je rozčleněn do jednotlivých stádií a přesto, že lze v ontogenezi řeči určit jisté mezníky, hranice mezi těmito stádii nejsou výrazné. Jejich délka se může individuálně lišit, neznamená to však, že by některé z nich mohlo být vynecháno. V jednotlivých etapách vývoje řeči se různí odborníci rozcházejí, shoda však zůstává v základním rozdělení na období přípravné, které trvá zhruba do konce prvního roku dítěte, a období vlastního vývoje řeči. Celý proces vývoje řeči je však velmi individuální, nelze určit striktní normy a jednotlivé etapy přesně časově ohraničit, jedna plynule přechází do druhé a někdy se také krátce překrývají.

## Přípravné období
Přípravné období řeči se vyznačuje tím, že si dítě začíná osvojovat zručnost a návyky, na základě kterých později vzniká skutečná řeč. Konkrétně se jedná o předverbální projevy jako křik či broukání, které postupně zanikají a jsou nahrazeny verbálními projevy, a neverbální projevy jako například zrakový kontakt, které sice nemusí být vázány na budoucí mluvenou řeč, ale které přetrvávají v různých formách během celého života. Některé projevy, které také ovlivňují vývoj řeči, se začínají objevovat dokonce ještě před narozením dítěte. Jedná se o nitroděložní kvílení, polykací pohyby dítěte či dumlání palce.
Jeden z prvních projevů novorozence je křik neboli primitivní nepodmíněný hlasový reflex, který ještě nemá ze strany novorozence žádný signální význam a subjektivní oznamovací funkci. V oblasti neverbální komunikace lze u dítěte obvykle již od druhého až třetího týdne pozorovat úsměv, tedy vrozený výrazový pohyb. Až kolem šestého týdne života se začíná křik měnit, zvětšuje se jeho rozsah i intenzita a především se již objevuje schopnost vyjádřit pocity. Tvrdý hlasový začátek křiku signalizuje nelibost, bolest či nespokojenost, naopak měkký hlasový začátek spokojenost. Díky opakování sacích pohybů a postupnému objevování možnosti pohybu jazyka a rtů se u dítěte také zvětšuje škála zvuků, které společně s měkkým hlasovým začátkem tvoří broukání.
Broukání má charakter jednoduché artikulace, objevuje se přibližně ve třetím měsíci života, a jelikož bývá doprovázeno pozitivními emocemi, dítě z něj má radost. Na broukání plynule navazuje období pudového žvatlání. Jedná se o hru dítěte s řečovými orgány, kdy podobné pohyby jako při příjmu potravy doprovází hlasem. V tomto stádiu ještě nelze mluvit o vědomé sluchové kontrole, proto jsou vydávané hlásky variabilní a nefixují se. K pudovému žvatlání dochází i u neslyšících, jelikož ještě není přítomná vědomá sluchová kontrola a sluchová zpětná vazba. V tomto období dítě objevuje možnosti melodie a tvoří zvučky, které někdy mohou připomínat hlásky či slova.
Přibližně v šestém až osmém měsíci dochází ke změně pudového žvatlání na žvatlání napodobivé. Zde již dochází k zapojení vědomé sluchové a zrakové kontroly, dítě si všímá pohybů mluvidel u lidí ve svém okolí, začíná vlastní zvuky připodobňovat hláskám mateřského jazyka a pro vyjádření svých pocitů využívá modulační faktory řeči – napodobuje melodii, výšku či rytmus řeči. Žvatlání je záležitostí interakce vrozených dispozic a učení, dítě v tomto období již tvoří pouze hlásky, které se vyskytují v jeho rodném jazyce, a jednotkou řeči je slabika.
Kolem desátého měsíce nastává poslední stadium před vlastním rozvojem řeči, stadium rozumění, kdy dítě ještě nedokáže chápat obsah slov, ale slyšené zvuky dokáže asociovat s představou často se opakující konkrétní situace. Dítě spojuje předměty a situace se slovy, reaguje na zvuky slov, která postupně začínají nabývat význam. Toto období je významné také z hlediska vrůstání dítěte do svého kulturního prostředí. Nepodnětné prostředí v rodině či citový chlad další vývoj zřetelně brzdí.
Ke konci prvního roku dítě tedy brouká či žvatlá, aby vyvolalo sociální interakci, upoutává pozornost křikem, reaguje na své jméno, ohlíží se po hlase, vydává zvuky a slabiky, které mohou připomínat skutečnou řeč, a napodobuje různé zvuky. V prvním roce života se dítě učí naslouchat všemu, co je pro vývoj řeči nezbytné. Jedná se o období, kdy děti začínají napodobovat slova,
která slyší, a proto je pro vývoj řeči velice důležitá především slovní stimulace.

## Vlastní vývoj řeči
Vlastní vývoj řeči nastává po prvním roce života a lze ho rozdělit do pěti stadií. Prvním z nich je stadium emocionálně-volní, ve kterém dítě používá první verbální projev pro vyjádření svých přání, citů či proseb. Takovým verbálním projevem jsou slova, která mají význam věty, tedy tzv. jednoslovné věty. První slova jsou spojována s konkrétními osobami či věcmi a jsou jednoslabičná i víceslabičná. S prvními slovy dítě však nepřestává využívat dorozumívání na předverbálně-neverbální úrovni (například pláč či mimiku).
V rozmezí roku a půl až dvou let můžeme pozorovat egocentrické stadium, kdy dítě začíná objevovat mluvení jako činnost. Opakuje slova, napodobuje dospělé a začíná tvořit dvouslovné věty na základě spojení dvou vět jednoslovných, ne však ještě se správnou gramatickou strukturou.
V asociačně-reprodukčním stadiu získávají prvotní slova pojmenovávací funkci. Dítě přenáší výrazy, které zaznamenalo ve spojitosti s určitými jevy, na jevy podobné, čímž vytváří jednoduché asociace. Mezi druhým a třetím rokem života dochází u dítěte k rozvoji komunikační řeči. Dítě si totiž začíná všímat, že řečí lze usměrňovat dospělé a učí se pomocí ní dosahovat cíle.
Kolem třetího roku nastává stadium logických pojmů. Postupně se slova, která byla spojena s konkrétními jevy, na základě abstrakce stávají všeobecnými pojmy. Není překvapivé, že osvojování si takových těžkých myšlenkových operací neprobíhá bez těžkostí, kterými mohou být opakování hlásek, slabik, slov či zadrhávání v řeči. Právě v tomto období, mezi třetím až čtvrtým rokem, probíhají u dětí tzv. fyziologické obtíže v řeči, což jsou potíže vývojové, dalo by se tedy říci, že na ně má dítě přirozený nárok a že ve většině případů vymizí.
Posledním stadiem ve vlastním vývoji řeči je stadium intelektualizace řeči, ke kterému dochází na přelomu třetího a čtvrtého roku. Dítě již vyjadřuje své myšlenky obvykle obsahově i formálně přesně. Rozšiřuje se slovní zásoba, prohlubuje a zpřesňuje
se obsah slov a gramatických forem. Tato etapa přetrvává až do dospělosti. Základ v oblasti jazykových schémat, slovní zásoby, přesné artikulace či schopnosti pohotově komunikovat se však zakládá již v předškolním věku.